# Godelieve Quisthoudt-Rowohl

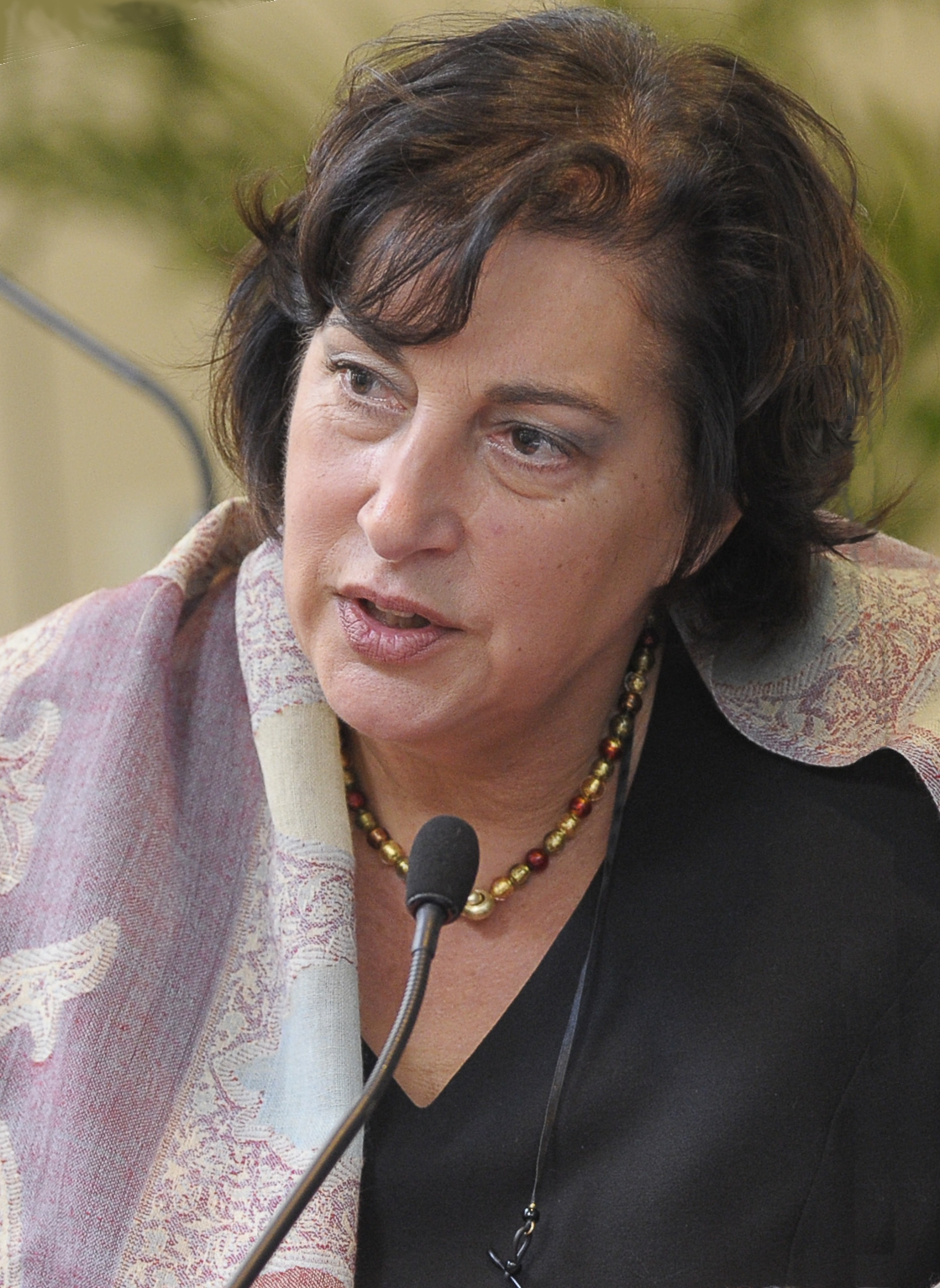
Godelieve Quisthoudt-Rowohl (2010)

Godelieve Quisthoudt-Rowohl este un om politic german, membru al Parlamentului European în perioada 1999-2004 din partea Germaniei.
1. ↑  Deputații în Parlamentul European